# 54P/de Vico-Swift-NEAT
La comète de Vico-Swift-NEAT, officiellement 54P/de Vico-Swift-NEAT, est une comète périodique du système solaire, découverte le 23 août 1844 par Francesco de Vico, puis redécouverte en 1894 par Edward D. Swift et en 2002 par le NEAT.